# Gododdin

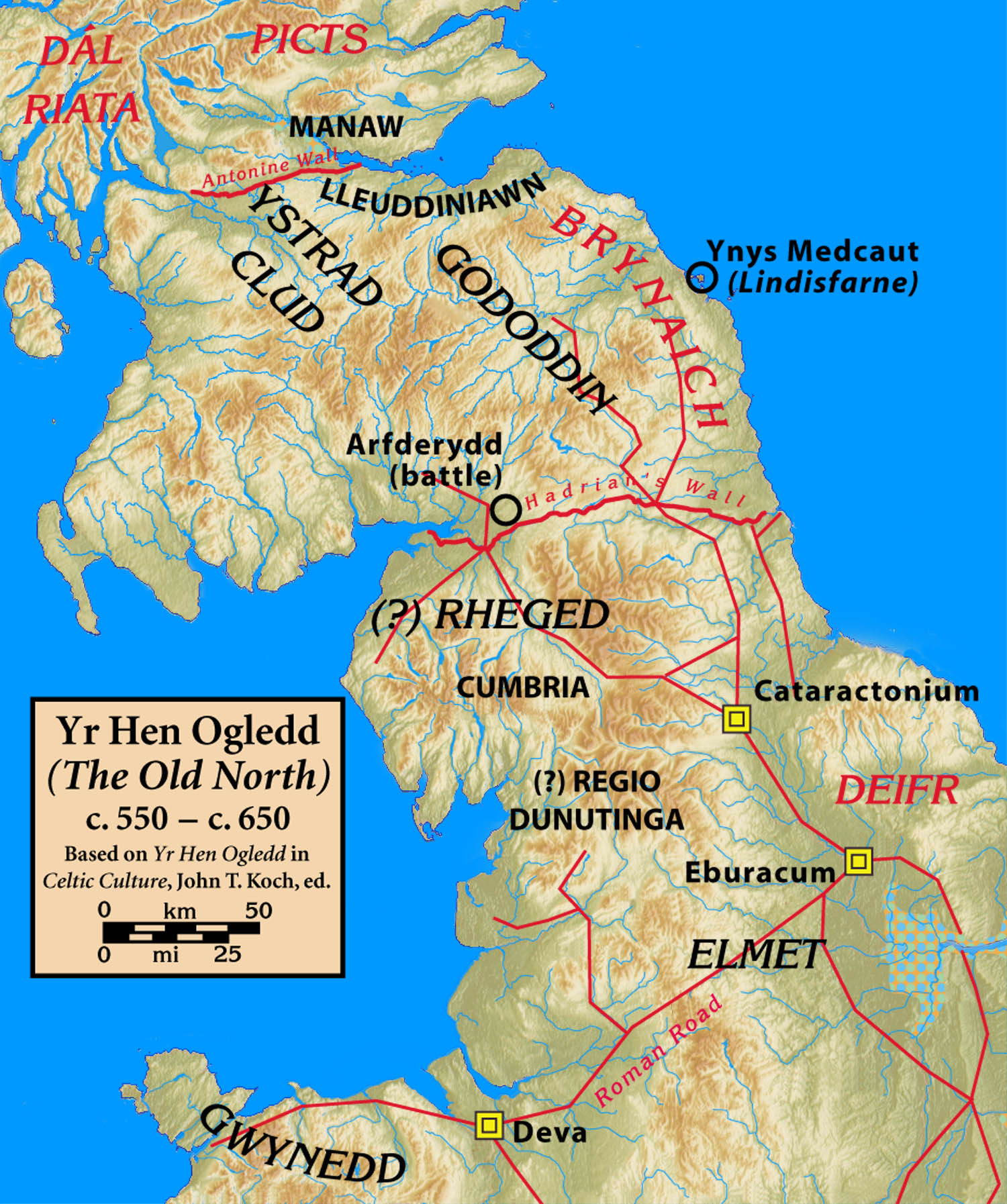
Hen Ogledd oder Der alte Norden vor der angelsächsisch/schottischen Eroberung

Gododdin (ausgesprochen [go'doðin]) ist der Name eines Volksstammes der Briten. Er siedelte zum Ende der römischen Ära im nordöstlichen England und südöstlichen Schottland am oberen Ende des Firth of Forth. Bekannt sind die Gododdin durch das im 7. Jahrhundert entstandene Heldenlied Y Gododdin, das Aneirin zugeschrieben wird.
Bei den Namen Gododdin handelt es sich um die moderne walisische Aussprache. Er entstammt der altwalisischen Bezeichnung des Volksstammes Guotodin, wobei dieses sich wiederum aus dem altbritischen Votadini herleitet. In der im 2. Jahrhundert entstandenen Geographike Hyphegesis des Geographen Ptolemaios werden sie als Uotadini bezeichnet.

## Königreich Gododdin

### Entstehung
Morris vermutet, dass es sich bei Coel Hen, der während des römischen Abzuges aus Britannien um das Jahr 410 Eburacum (York) die nördliche Hauptstadt Britanniens übernahm, um den letzten römischen Militärgouverneur, den Dux Britanniarum (Herzog der Briten), handelt. In der Folgezeit wurde er ein Hochkönig des nördlichen Britanniens. Er herrschte über die ehemaligen nördlichen römischen Provinzen, möglicherweise auch über das Gebiet, das die Votadini besiedelten. Dieses Gebiet wurde in Gedichten später als Hen Ogledd bezeichnet. Da nach seinem Tod sein Reich zu zerfallen begann, umfasste im Jahr 470 Gododdin den größten Teil des Siedlungsgebietes der Votadini, während der südliche Teil zwischen den Flüssen Tweed und Tyne zum Königreich Bryneich wurde.
Bei Cunedda (auch Cunedag genannt), der sagenumwobene Begründer des Königreichs Gwynedd im Norden Wales, wird vermutet, dass er ein Warlord der Manaw Gododdin war, der zu dieser Zeit Gododdin in Richtung Südwesten verließ.

### Ausdehnung
Die Ausdehnung des Königreichs der Gododdin ist nicht genau bekannt. Möglicherweise reichte es im Norden von der schottischen Stadt Stirling bis zum im heutigen Northumberland liegenden Königreich Bryneich. Begrenzt wurde Gododdin im Westen durch das britische Königreich Strathclyde, im Norden durch die Stämme der Pikten. Die in Clackmannanshire lebenden Gododdin werden auch als Manaw Gododdin (Watson, 1926; Jackson, 1969) bezeichnet. Die Könige der Gododdin lebten den Traditionen entsprechend abwechselnd in der Gegend um den Traprain Law und in Dùn Éideann (Festung Eidyn) dem heutigen Edinburgh. Möglicherweise hielten sie sich auch in Din Baer (Dunbar) auf.

### Eroberung Gododdins
Im 6. Jahrhundert wurde das im Süden an Gododdin angrenzende Königreich Bryneich von den Angeln erobert und wurde zu dem angelsächsischen Königreich Bernicia. Der Druck der Angeln richtete sich in der Folgezeit nach Norden gegen Gododdin. Etwa um das Jahr 600 kam es zur Schlacht von Catraeth (vermutlich in der Gegend um Catterick, North Yorkshire, also in einer damals von Angeln besiedelten Gegend). Es könnte sich also um einen Versuch gehandelt haben, den Vormarsch der Angeln auf deren eigenem Territorium zurückzudrängen, was offenbar misslang. 300 Krieger der Gododdin wurden in dieser Schlacht getötet.
Einer der Überlebenden der Schlacht von Catraeth, der Barde Aneirin, verfasste angeblich das elegische Heldengedicht Y Gododdin, das den Untergang der Krieger Gododdins und ihres mythischen Königs Mynyddog Mwynfawr im Kampf gegen die Angeln aus den Königreichen Deira und Bernicia auf dem Schlachtfeld von Catraeth um das Jahr 600 beschreibt. Es wurde nachträglich ergänzt und ist nur in einem Manuskript überliefert, das in früher mittelwalisischer Sprache verfasst ist und aus dem 9., 10. oder frühen 11. Jahrhundert stammt.
Im Jahr 638 wurde die letzte Festung Din Eidyn (Edinburgh) von den Angeln belagert und erobert. Gododdin kam unter die Herrschaft des angelsächsischen Königreiches Bernica. Es ist unbekannt, in welchem Ausmaß die ursprüngliche Bevölkerung verdrängt wurde. Später wurde Bernicia Teil des Königreichs Northumbria. Zum Ende der Heptarchie wurde Northumbria im Jahre 867 durch die dänischen Wikinger erobert und dem Königreich Jórvík einverleibt. Im Jahr 1018 wurde das Gebiet bis zum Fluss Tweed erobert und Teil Schottlands.